# هریت هاکزی
هریت هاکزی (به انگلیسی: Harriet Hoxie) یک کشتی است که طول آن ۱۴۰ می‌باشد. این کشتی در سال ۱۸۵۱ ساخته شد.